# SN 2008io
SN 2008io – supernowa typu Ia odkryta 26 grudnia 2008 roku w galaktyce M-02-33-17. W momencie odkrycia miała maksymalną jasność 16,10m.